# Margaret Bryan (baronne)
Vous pouvez aider à l'améliorer ou bien discuter des problèmes sur sa page de discussion.
- Il ne cite pas suffisamment ses sources. Vous pouvez indiquer les passages à sourcer avec {{référence nécessaire}} ou {{Référence souhaitée}}, et inclure les références utiles en les liant aux notes de bas de page. (Marqué depuis février 2023)
- Son texte doit être wikifié : il ne correspond pas à la mise en forme Wikipédia (style, typographie, liens internes, liens entre les wikis, etc.). (Marqué depuis février 2023)

- Archive Wikiwix
- Bing
- Cairn
- DuckDuckGo
- E. Universalis
- Gallica
- Google
- G. Books
- G. News
- G. Scholar
- Persée
- Qwant
- (zh) Baidu
- (ru) Yandex
- (wd) trouver des œuvres sur Wikidata

Pour les articles homonymes, voir Bryan.
Margaret Bryan, baronne Bryan (vers 1468 - 1551/52) est la gouvernante des enfants du roi Henri VIII d'Angleterre, les futurs monarques Marie Ire, Élisabeth Ire et Édouard VI ainsi que l'enfant illégitime, Henry Fitzroy. À son époque, la fonction de gouvernante ressemblait moins à l'idée moderne et populaire d'une gouvernante qu'à celle d'une nourrice.
Elle est née Margaret Bourchier vers 1468 à Beningbrough en Angleterre. Sa mère est Elizabeth Tilney et son père est Sir Humphrey Bourchier, qui a été tué dans la bataille de Barnet le 14 avril 1471 durant la série de guerres dynastiques maintenant connues sous le nom de Guerre des Deux-Roses. Humphrey Bourchier était héritier pour le titre de Baron Berners, mais étant décédé avant son père John Bourchier, 1er Baron Berners, le titre revint au frère de Margaret John qui succéda à son père en tant que Baron Berners. Humphrey Bourchier et Elizabeth Tilney ont eu une autre fille qui survécu jusqu'à l'âge adulte, la petite sœur de Margaret, Anne Bourchier (1470-1530) qui épousa Thomas Fiennes, 8e Baron Dacre en 1492. Leur fils, qui s'appelait aussi Thomas, a été exécuté pour meurtre en 1541.

## Mariages
Margaret Bourchier s'est mariée trois fois. Son premier mari, avec lequel il n'y a peut-être eu qu'un accord de mariage (un "pré-contrat"), était Sir John Sandes (ou Sandys). Le contrat de mariage a été signé alors que Margaret était âgée de 10 ou 11 ans, le 11 novembre 1478. Les pré-contrats n'étaient pas inhabituels au sein de l'aristocratie et de la gentry de la période Tudor, et il n'était pas nécessaire qu'ils aboutissent à un mariage consommé.
Elle a épousé Sir Thomas Bryan vers 1487. Margaret était une dame de compagnie de Catherine d'Aragon et était présente au mariage de Catherine avec Henry VIII en 1509.Margaret Bryan a affirmé avoir été faite baronne Bryan de jure le 18 février 1516, à la naissance de la fille d'Henri et de Catherine, Marie, lorsqu'elle a été nommée gouvernante de l'enfant.
Sir Thomas Bryan est mort vers 1517, et sa veuve a épousé son dernier mari, David Souche (ou Zoche) en 1519 ou avant. En juillet 1519, on trouve dans les archives de la cour d'Henri VIII un document qui note le versement d'une rente de 50 livres à "MARGARET BRYAN, veuve de Sir Thomas Bryan, et maintenant épouse de David Soche". La rente versée "pour services rendus au roi et à la reine Katharine" comprenait "un tonneau de vin gascon par an, sur le vin reçu pour l'usage du roi". David Souche est peut-être décédé en 1536.

## Dame gouvernante
Margaret Bryan est devenue la gouvernante de Marie en février 1516. Il existe des preuves primaires plus connues qui la relient aux jeunes enfants d'Henri, Élisabeth et Édouard. En août 1536, elle a écrit une lettre largement citée à Thomas Cromwell, le principal ministre d'Henri VIII, dans laquelle elle se plaint des difficultés économiques de la maison de "lady Elizabeth" depuis le changement de son statut (de légitime à illégitime) à la suite de l'annulation du mariage du roi avec sa mère Anne Boleyn, et l'exécution d'Anne en mai.
« Or, comme ma dame Élisabeth n'est plus au degré où elle était, et que je ne sais à quel degré elle est maintenant que par ouï-dire, je ne sais comment la commander, ni moi, ni ses dames, ni ses palefreniers. Je vous prie d'être bon seigneur pour elle et pour les siens, et de faire en sorte qu'elle ait des vêtements, car elle n'a ni robe, ni jupe, ni jupon, ni linge pour les blouses, ni foulards, ni manches, ni chemises de nuit, ni corsets, ni mouchoirs, ni cache-nez, ni bonnets de nuit. »
Elle rapporte également que : "Ma dame a de grandes douleurs avec ses dents, qui viennent très lentement". ( Élisabeth va avoir de sérieuses difficultés avec ses dents de façon intermittente pendant une grande partie de sa vie).
Margaret Bryan transmet la responsabilité d'Élisabeth à Katherine Champernowne en octobre 1537 après la naissance du prince Édouard, qui devient sa nouvelle charge. Une deuxième lettre à Cromwell, datée du 11 mars 1539, décrit le prince.
« Monseigneur le Prince est en bonne santé et joyeux. Dieu veuille que le Roi et votre Seigneurie l'aient vu hier soir. Les ménestrels ont joué, et Sa Grâce a dansé et joué avec tant d'ardeur qu'il n'a pu se tenir debout... »
Une mention tardive de Margaret Bryan dans les archives est une note faisant référence au paiement d'une rente de 20 livres à "Lady Margaret Bryane, la servante du roi" en 1545.
Elle est morte à Leyton, aujourd'hui une banlieue de Londres mais à l'époque un village de l'Essex.

## Liens familiaux
Margaret Bryan avait des liens de parenté royaux Plantagenêt par son arrière-grand-mère paternelle, Anne de Gloucester, qui était la petite-fille du roi Édouard III. Elle était également la tante maternelle d'Anne Boleyn et de Catherine Howard, épouses d'Henri VIII, et faisait partie du cercle plus large des parents et des personnes à charge de la famille Howard.

## Héritage
Les seuls enfants de Margaret Bryan sont issus de son mariage avec Sir Thomas Bryan. Trois de leurs enfants survivants étaient : Margaret Bryan, qui a épousé Sir Henry Guildford, Elizabeth Bryan, qui est devenue l'épouse de Sir Nicholas Carew, et Sir Francis Bryan, qui est devenu Lord Chief Justice d'Irlande. Par sa fille Elizabeth, elle est l'arrière-grand-mère d'Elizabeth Throckmorton, Lady Raleigh, épouse de Walter Raleigh et dame d'honneur de la reine Élisabeth Ire.

## Dans la fiction
Margaret Bryan fait une apparition dans le roman pour jeunes lecteurs de Kathryn Lasky, Elizabeth I, Red Rose of the House of Tudor. Dans ce livre, la princesse Élisabeth, âgée de quatre ans, la surnomme "Muggie". Elle apparaît également dans The Lady Elizabeth d'Alison Weir.
Dans la série télévisée Les Tudors, le rôle de "Lady Margaret Bryan" est joué par Jane Brennan. Comme beaucoup de personnages de la série, elle est un composite de la femme dont elle s'inspire et d'Anne Shelton, qui était responsable de la maison de la princesse Elizabeth. Contrairement à Margaret Bryan, Anne Shelton a eu une relation très difficile avec Marie Tudor lorsqu'elle vivait dans la maison d'Élisabeth.